# حصار معبد القدس
حصار معبد القدس أو حصار معبد الزيلوت هو حصار قصير تعرّضت له طائفة الزيلوت اليهودية في المعبد المقدس في مدينة القدس في عام 68م خلال الحرب اليهودية الرومانية الأولى التي استمرت في الفترة ما بين عاميّ (66-70م). ووفقًا لكتابات المؤرخ يوسيفوس، فقد حاصرت قوات حنانيا بن حنانيا، أحد رؤساء الحكومة المؤقتة في يهودا ورئيس كهنة إسرائيل السابق، يهود الزيلوت المعارضين لتبعية الإمبراطورية الرومانيّة الذين احتلوا الهيكل. عندما قاد يوحنا الجيسشالا المتعصبين من يهود الزيلوت إلى الاعتقاد بأن أنانوس قد اتصل بالجنرال الروماني فيسبازيان لكي يطلب من المساعدة في استعادة السيطرة على القدس بأكملها، فطلب المتعصبون بدافع اليأس من الأدوميين مساعدتهم في منع تسليم المدينة إلى الإمبراطورية الرومانية. وعندما وصل الأدوميون، فتح المتعصبون لهم أبواب أورشليم، وذبح الأدوميون قوات حنانيا بن حنانيا، وقتلوه أيضًا.
وبمجرد أن تمكن الأدوميون من تحرير الزيلوت المُحاصرين تحولوا إلى قتل وذبح عامة الناس، ووقعت القدس تحت سيطرة الزيلوت حتى عام 70م إلى أن اجتاحتها القوات الرومانية وتمكّنت من الاستيلاء عليها وقامت بتدمير الهيكل.

## الخلفية التاريخية
كانت جماعة اليهود الزيلوت عبارة عن حركة سياسية يهودية نشأت في القرن الأول الميلادي وسعت إلى تحريض شعب مقاطعة يهودا على التمرد ضد الإمبراطورية الرومانية وطردها من الأرض المقدسة بقوة السلاح. بدأت الثورة اليهودية الكبرى ضد الرومان في عام 66 بعد الميلاد بالتزامن مع وجود توترات دينية يونانية ويهودية، وتصاعدت وتيرتها فأدت إلى نشوب احتجاجات مناهضة للضرائب صاحبتها هجمات يهودية على المواطنين الرومان. ولكن بحلول عام 68 تمكنت القوات الرومانية من دحر المقاومة اليهودية في الشمال وأسس الجنرال الروماني فيسبازيان مقرًا لحكمه في قيصرية فلسطين. تمكن قادة الثورة الشمالية المهزومين يوحنا جيشالا وسيمون بار جيورا من الفرار إلى القدس، وهناك اندلعت حرب أهلية وحشية بين الفصائيل اليهودية حيث كان يهود الزيلوت والسيكاري يقومون بإعدام أي شخص يدعو إلى الاستسلام للرومان.

## الحصار
تزايدت حدة الاضطرابات في مدينة القدس في عام 68م بعدما قاد حنانيا بن حنانيا حملة لتحريض الناس على الانتفاض ضد المتعصبين من يهود الزيلوت بدعوى أنهم كانوا يسرقون الناس ويستخدمون معبد القدس كقاعدة لعملياتهم. فبدأ حناينيا بن حنانيا بتجنيد وحشد الناس للصراع المسلح. عندما علم الزيلوت الذين كانوا محتمين بهيكل سليمان بالتجهيزات التي قام بها حنانيا بن حنانيا للمعركة، ثاروا وبدأوا يهاجمون الجميع في طريقهم. وسرعان ما نظم حنانيا بن حنانيا صفوف الشعب ضدهم. بدأت المناوشات بين الطرفين بإلقاء الحجارة على بعضهم البعض، ثم قاموا برمي الرماح، ثم أخيرًا تلا ذلك قتال يدوي بالسيوف. وفي نهاية المطاف تراجع الزيلوت إلى الفناء الداخلي للمعبد وبدأ 6000 رجل من رجال حنانيا بن حنانيا في محصارتهم داخل الساحة الخارجية للمعبد.

كان يوحنا جيشالا الذي سعى سرًا لحكم القدس قد عقد صداقة مع حنانيا بن حنانيا، ويقول المؤرخ يوسيفوس واصفًا ذلك:
كان يوحنا جيشالا رجلاً صاحب حرفة عظيمة، وتحمل روحه شغفًا قويًا بالاستبداد، وتظاهر بأنه ينتمي لصفوف الشعب، فكان يتحدث مع حنانيا بن حنانيا عندما كان يستشير العظماء كل يوم، وفي الليل أيضًا عندما كان يدور حول المعبد، لكنه أفشى أسرارهم للزيلوت، وكان كل ما يتداوله الناس يُصبح عن طريق معروفًا لأعدائهم، حتى قبل أن يتفقوا عليه جيدًا.
كان يُشتبه في كون يوحنا جاسوساً، ولذا أقسم قسمًا حسن النية إلى حنانيا بن حنانيا والناس. وبعد القسم، أرسل حنانيا بن حنانيا يوحنا جيشالا إلى الساحة الداخلية للمعبد للتحدث مع الناس نيابة عنه. ارتدى يوحنا معطفه على الفور، وأقسم للزيلوت، قائلاً لهم إنهم في خطر وشيك، ولا يمكنهم النجاة من الحصار، وأخبرهم أن لديهم خيارين: فإما الاستسلام، وفي هذه الحالة سيواجهون إما الإعدام أو العقاب أو الندم على الأشياء اليائسة التي فعلوها، وإما طلب المساعدة الخارجية. أخبر يوحنا يهود الزيلوت أن حنانيا بن حنانيا أرسل سفراء إلى فيسبازيان ليطلب منه المجيء للسيطرة على المدينة. لم يكن هذا في الواقع صحيحًا، لكنه أقنعهم بأنهم لا يستطيعون تحمل الحصار دون طلب المساعدة.
تردد الزيلوت كثيرا في ما يجب عليهم فعله،،ولم يكن لوقت اليسعفهم،لفقد كان الناس متأهبين للهجوم عليهم في أقرب وقت ولأن فجائية المؤامرة ضدهم كادت تقطع كل آمالهم في الحصول على أي مساعدة خارجية ؛فمنقالمحتمل أن كونوناتفيذروة محنتهم قبل أن يتم كنواإمن خبار أي من حلفائهم بهذلك،وإلا أنهم قرروا في النهاية طلبدالمساعدة من لأدوميين ،[ذلك كتبوا رسالة قصيرة بهذا المعنى::أأنّ حنانيا بن حنانيا د فرض على الناس وكان يخون مدينتهم للصارح الومان ،؛ونهم هم أنفسهم قد ثاروا عدون بقية الشعب وكانوا محتاصرن في الهيكل ،سبب ارغبتهم في لحفاظ على حريتهمم،؛ونه لم يبتق سوى وقت قصير يأملون فيه في خلاصهم ،وأنه ما لم يأتوا على الفور لمساعدتهم ،فلسوف ييجدوا نفسهم قريبًا في قبضة حنانيا بن حنانيا، وستكون المدينة تحت سلطة الرومان. 
تمكن الرسل من التسلل إلى خارج الهيكل ونجحوا في توصيل رسالتهم إلى حكام الأدوميين الذين انزعجوا بشدة، وسرعان ما جمعوا جيشًا قوامه 20 ألف رجلًا تقدموا في مسيرة إلى القدس من أجل الحفاظ على حرية مدينتهم. وعندما تلقي حنانيا بن حنانيا النبأ بأن 20.000 من الأدوميين كانوا في طريقهم إلى القدس، أمر بإغلاق الأبواب في وجههم، وحراسة الجدران. ألقى يسوع، والذي كان أحد كبار الكهنة آنذاك، خطابًا من فوق الجدران هاجم فيه اليهود الزيلوت باعتبارهم لصوص، وطلب من الأدوميين التخلي عن معاونتهم. قام سيمون، ابن كاثلاس أحد القادة الإدوميين، بتهدئة روع رجاله وأجابهم بأنه لم يعد بإمكانه أن يتساءل أن كان رعاة الحرية محتجزون في المعبد أم لا، لأن هناك من أغلقوا بواباتهم المشتركة، إذ كيف تكون مدينتهم، وفي نفس الوقت هم على استعداد لقبول الرومان فيها؟ بل ربما يكونوا على استعداد لتزيين البوابات بأكاليل الزهور عند مجيئهم بينما يتحدثون إلى الأدوميين من فوق أبراجهم، ويأمرونهم بإلقاء أسلحتهم التي حملوها حفاظا على حريتهم.
في تلك الليلة هبت عاصفة رعدية على القدس، وتسلل الزيلوت من الهيكل إلى البوابات، وقطعوا قضبان البوابات بالمناشير، وقد حجب صوتها صوت الرياح والرعد، ففتحوا أبواب أورشليم للأدوم الذين تغلبوا على الحراس وشقوا طريقهم إلى الهيكل. ذبح الأدوميون قوات حنانيا بن حنانيا هناك وقتلوه هو الآخر، وبعد تحرير الزيلوت من الهيكل، قاموا بذبح عامة الناس. في النهاية غادر الأدوميون المدينة بعد أن علموا أن حنانيا بن حنانيا لم يتصل بفيسبازيان.

## التداعيات
ظلت القدس في أيدي الزيلوت حتى حصار الجحافل الرومانية للقدس بقيادة تيتوس في عام 70م، والذي أدى إلى نهب المدينة وأسر وسجن قادة يهود الزيلوت.